# Literaturhaus München

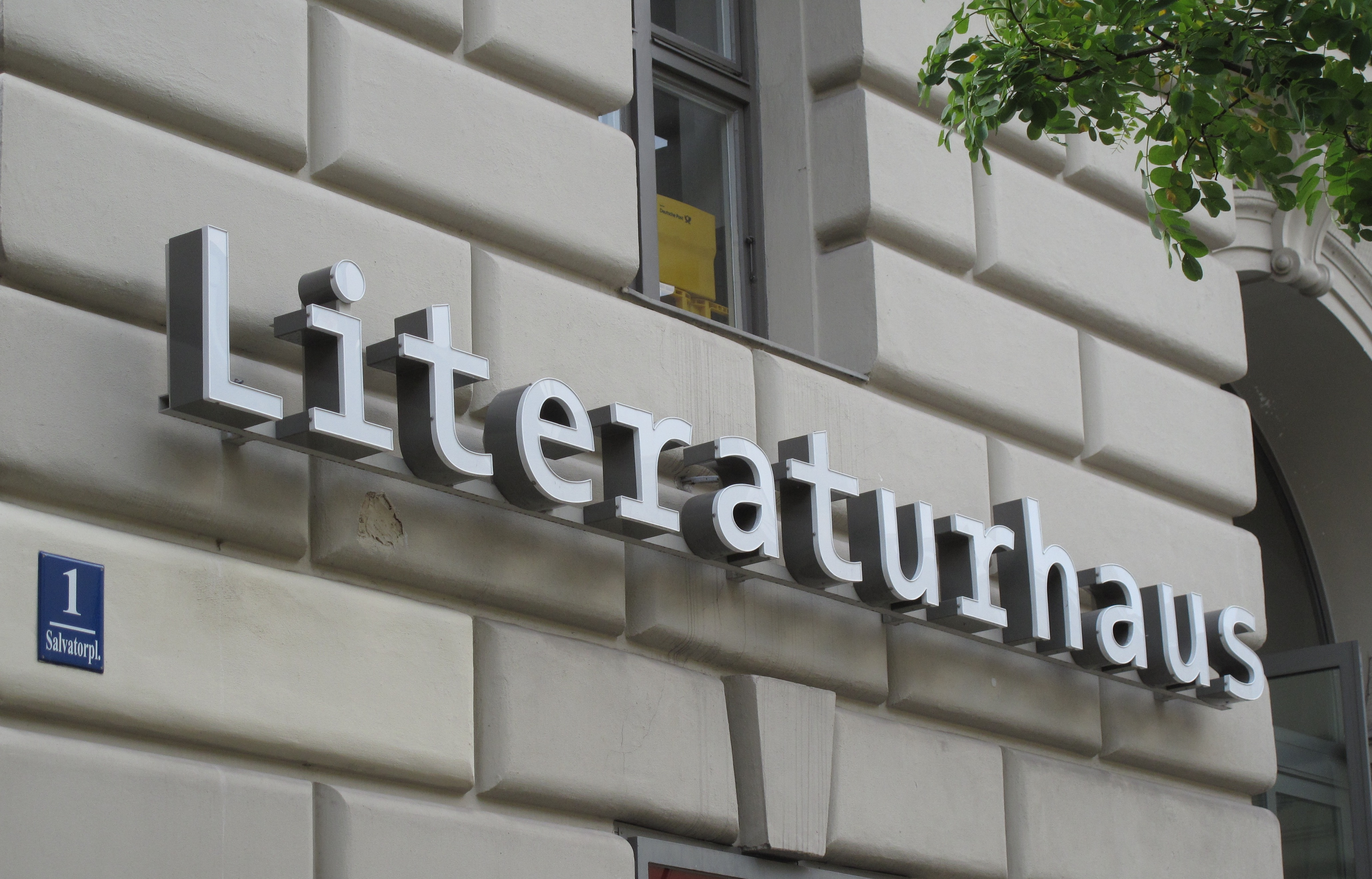
Literaturhaus München (2010)

Das Literaturhaus München ist eine kulturelle Institution in der Münchner Innenstadt, die sich der Literaturvermittlung und der Organisation literarischer Veranstaltungen widmet.

## Geschichte des Gebäudes

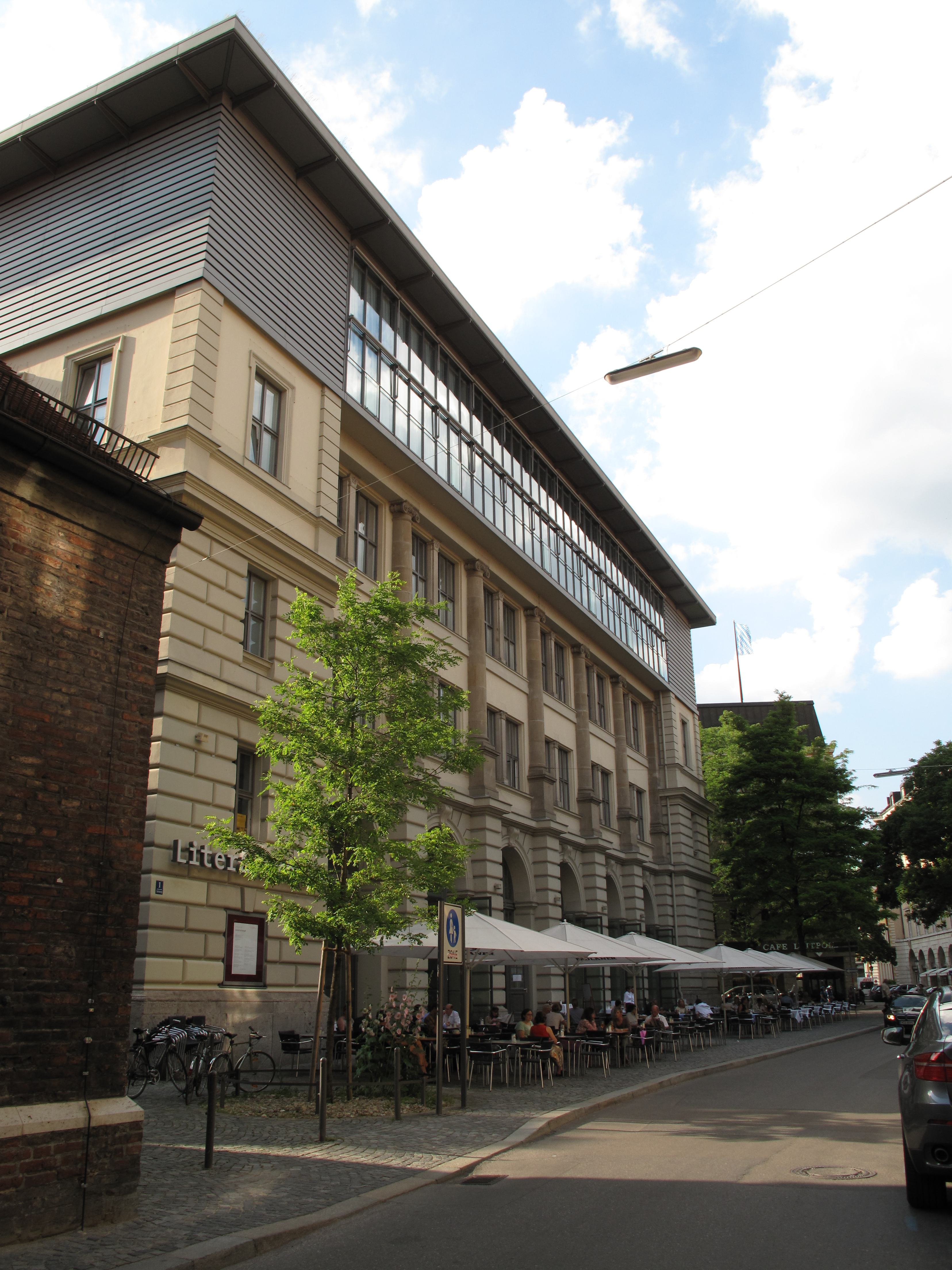
Literaturhaus München am Salvatorplatz (2010)

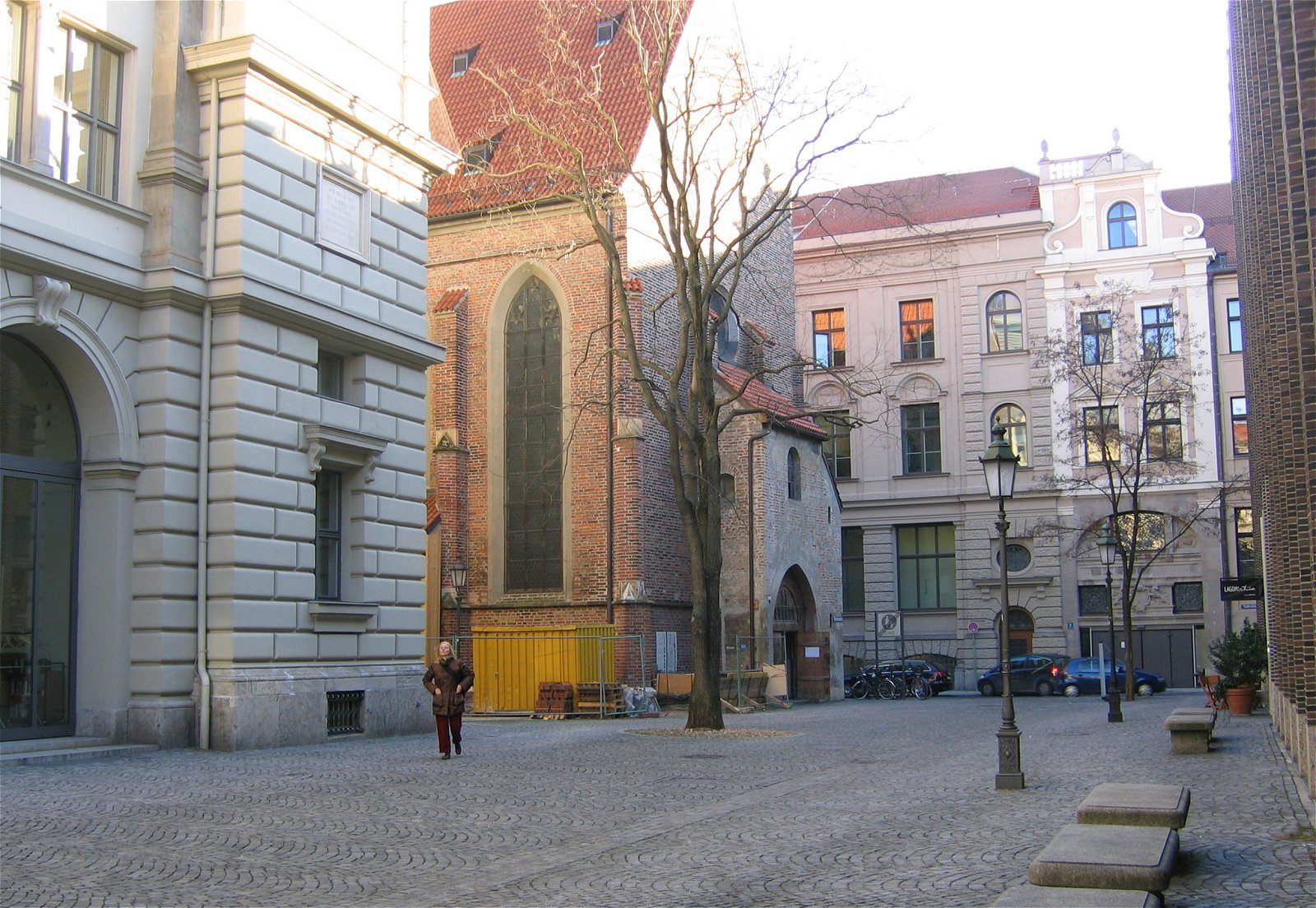
Salvatorplatz mit Literaturhaus (vorne links) und Salvatorkirche (hinten links) (2008)

Am Salvatorplatz steht die Salvatorkirche. Der die Kirche umgebende Friedhof wurde im 18. Jahrhundert zum Marktplatz umgewidmet. Durch den Beschluss des Münchner Magistrats, dort durch Friedrich Löwel 1886–1887 im Stil der Neurenaissance eine Schule bauen zu lassen, verlor der Markt seinen Platz und wurde in das Erdgeschoss des neuen Gebäudes integriert. Der Marktbetrieb wurde 1906 eingestellt und das Gebäude komplett zur Schule umgebaut.
Im Jahr 1993 beschloss der Münchner Stadtrat, das stark sanierungsbedürftige Gebäude einer Nutzung als Literaturhaus zuzuführen. Die Landeshauptstadt München gründete dazu gemeinsam mit Münchner Verlegern die Stiftung Buch-, Medien- und Literaturhaus München. 1995 begannen die Sanierung und Umbau des Hauses und des gesamten Salvatorplatzes. Neben verschiedenen Veranstaltungsräumen wurde im Gebäude auch ein Literaturcafe untergebracht. Im Juni 1997 konnte das Literaturhaus München eröffnet werden. Von 2002 bis 2021 befand sich im dritten Obergeschoss das fiktive Büro der „Mutter Oberin“ der ARD-Fernsehserie Um Himmels Willen.

## Leitung
Von 1996 bis Ende Juni 2016 war der Literaturwissenschaftler Reinhard G. Wittmann Leiter des Literaturhauses in München. Ihm folgte zum 1. Juli 2016 die Verlegerin und Lektorin Tanja Graf.

## Aufgaben
- Treffpunkt für Schriftsteller, Verleger, Buchhändler und Journalisten
- Fortbildung der Mitarbeiter im Buchwesen
- ein elektronisches Dokumentationspool zur Gegenwartsliteratur
- Forum für alle Schreibenden und Lesenden
- Ort für Literaturveranstaltungen und Ausstellungen

## Bayerische Akademie des Schreibens
Die Bayerische Akademie des Schreibens will eine aktive, zeitgemäße Literaturförderung für junge Autoren betreiben. Dazu bietet das Literaturhaus Seminare für Studierende der bayerischen Universitäten Bamberg, Bayreuth, Erlangen, LMU München, TU München und Regensburg an. Diese Universitäten haben sich mit dem Literaturhaus zusammengeschlossen, um jährlich zwei parallele Kurse für Studierende anzubieten, unterstützt vom Bayerischen Staatsministerium für Wissenschaft, Forschung und Kunst.
Angeboten werden ferner Seminare für junge Autoren (bis 40 Jahre) in den verschiedensten literarischen Genres.

## Literaturhaus Lab
Das Literaturhaus München bietet jenseits der öffentlichen Veranstaltungen, der Lesungen, Diskussionen und Ausstellungen auch Fortbildungen und Angebote für Schüler und Lehrer an. In enger Zusammenarbeit mit Lehrern finden Schreibwerkstätten für Mittelschulen und Gymnasien, außerdem Projekttage und Lehrerfortbildungen zu Schwerpunkten des Hauses oder zum kreativen Schreiben statt.

## Institutionen im Literaturhaus
- Akademie der Deutschen Medien
- Institut für Urheber- und Medienrecht
- Börsenverein des Deutschen Buchhandels – Landesverband Bayern

## Oskar-Maria-Graf-Denkmal
In der Brasserie OskarMaria befindet sich eine 1997 von der US-amerikanischen Künstlerin Jenny Holzer geschaffene Kunstinstallation, die an den Schriftsteller Oskar Maria Graf erinnert. Sie besteht aus Texten des Schriftstellers, die auf elektronischen Schrifttafeln, aber auch auf Einrichtungsgegenständen, wie Sitzbänken, Tischen und Geschirr zu lesen sind.

## Ausstellungen
- 2010: »Herta Müller. Der kalte Schmuck des Lebens«. Ein Begleitheft ist erschienen.
- 2010: »Ein Licht mir aufgegangen!  Lev Tolstoj und Deutschland«. Ein Begleitheft ist erschienen.
- 2011: »Max Frisch. Heimweh nach der Fremde«
- 2012: »Braucht's des ?!« Gerhard Polt zum 70sten
- 2013: »Elisabeth Mann-Borgese und das Drama der Meere«
- 2013: »Einst stand ich zu dieser Stadt in intimer Beziehung...« Hermann Hesse und München
- 2014: »Loriot. Spätlese«
- 2014: »Der Gesang des Todes«. Robert Musil und der Erste Weltkrieg.[5]
- 2015: »Erfolg«. Lion Feuchtwangers Bayern. Ein Ausstellungskatalog ist erschienen.[6]
- 2015: »Wir brauchen einen ganz anderen Mut!«. Stefan Zweig – Abschied von Europa. Ein Ausstellungskatalog ist erschienen.[7]
- 2015: »Gestatten, Kästner!« Ein Ausstellungskatalog ist erschienen.[8]
- 2016: »Thomas Mann. Der Zauberberg. Tod und Amusement.« Ein Ausstellungskatalog ist erschienen.[9]
- 2016: »Zitate. Bilder von Wolfgang Herrndorf.« Ein Ausstellungskatalog ist erschienen.[10]
- 2016: »Der ewige Stenz. Helmut Dietl und sein München.« Ein Ausstellungskatalog ist erschienen.[11]
- 2017: »Refugees. Eine Herausforderung für Europa.« Fotografien von Herlinde Koelbl. Ein Ausstellungskatalog ist erschienen.[12]
- 2017: »Oskar Maria Graf. Rebell, Weltbürger, Erzähler« [13]
- 2018: »Stefan Moses: Blumenkinder«[14]
- 2018: »Ins Blaue. Natur in der Literatur« Ein Ausstellungskatalog ist erschienen.[15]
- 2018: »Christoph Niemann. Im Auge des Betrachters«[16]
- 2019: »Alexander Kluge. Pluriversum* * Die poetische Kraft der Theorie«[17]
- 2019: Orlando. Inspiriert von Virginia Woolf. Fotoausstellung. Kuratiert von Tilda Swinton.[18]
- 2020: Thomas Mann: »Democracy will win!« Ein Ausstellungskatalog ist erschienen.[19]
- 2021: Das Wagnis der Öffentlichkeit. Hannah Arendt und das 20. Jahrhundert[20]
- 2021: Hauck & Bauer: Cartoons
- 2022: Simone de Beauvoir & Das andere Geschlecht[21]
- 2022: Nikolaus Heidelbach: Originale
- 2023: Why are you creative? By Hermann Vaske[22]
- 2023: Verbotene Bücher. Politik. Religion. Moral.[23]
- 2024: Ich bin es nicht. Ich bin's. Ingeborg Bachmann[24]

## Ehrungen
Die Übersetzerbarke, ein kleines, jährlich neu geschaffenes Kunstwerk, verlieh der Verband deutschsprachiger Übersetzer literarischer und wissenschaftlicher Werke, VdÜ, 2014 an Katrin Lange, die Programmreferentin. Der VdÜ lobte damit, dass sie Übersetzern im Literaturhaus eine Bühne gibt und das Thema „Literaturübersetzung“ in Veranstaltungen und Tagungen regelmäßig zum Thema macht. Außerdem setzt sie sich durch die Planung von Übersetzer-Seminaren anderer Veranstalter in diesem Haus für eine steigende Qualität von Übersetzungen ins Deutsche ein.

## Publikationen
- Literaturhaus Magazin
- 5-Jahres-Heft
- Ausstellungskataloge